# Светско првенство у атлетици у дворани 2012 — 3.000 метара за жене
Трка на 3.000 метара у женској конкуренцији на Светском првенству у атлетици 2012. у Истанбулу одржана је 9. и 10. марта у Атлетској арени Атакуј.

## Земље учеснице
Учествовало је 21 такмичарка из 14 земаља.
1. Азербејџан (1)
2. Бахреин (2)
3. Етиопија (2)
4. Италија (1)
5. Кенија (2)
6. Пољска (1)
7. Руанда (1)
8. Русија (2)
9. САД (2)
10. Турска (1)
11. Уједињени Арапски Емирати (2)
12. Уједињено Краљевство (1)
13. Украјина (1)
14. Шпанија (1)

## Освајачи медаља
|                              |                          |                         |
| Хелен Онсандо Обири · Кенија | Месерет Дефар · Етиопија | Гелете Бурка · Етиопија |

## Рекорди пре почетка Светског првенства 2012.
Стање 8. март 2012.
| Светски рекорд             | Месерет Дефар, Етиопија    | 8:23,72 | Штутгарт, Немачка               | 3. фебруар 2007.  |
| Рекорд светских првенстава | Elly van Hulst, Холандија  | 8:33,82 | Будимпешта, Мађарска            | 4. март 1989.     |
| Најбољи резултат сезоне    | Месерет Дефар, Етиопија    | 8:31,56 | Бирмингем, Уједињено Краљевство | 18. фебруар 2012. |
| Афрички рекорд             | Месерет Дефар, Етиопија    | 8:23,72 | Штутгарт, Немачка               | 3. фебруар 2007.  |
| Азијски рекорд             | Yanmei Dong, Кина          | 8:41:34 | Лисабон, Португалија            | 10. март 2001.    |
| Северноамерички рекорд     | Шалејн Фланаган, САД       | 8:33,35 | Бостон, САД                     | 27. јануар 2007.  |
| Јужноамерички рекорд       | Летисија Вријезде, Суринам | 9:07,08 | Хаг, Холандија                  | 31. јануар 1993.  |
| Европски рекорд            | Лидија Шобухова, Русија    | 8,27,86 | Москва, Русија                  | 17. фебруар 2006. |
| Океанијски рекорд          | Кимберли Смит, Нови Зеланд | 8,38,14 | Бостон, САД                     | 27. јануар 2007.  |

### Најбољи резултати у 2012. години
Десет најбољих атлетичарки године на 3.000 метара у дворани пре првенства (8. марта 2012), имале су следећи пласман.
| 1  | Месерет Дефар, Етиопија         | 8:31,56 | 18. фебруар |
| 2  | Хелен Онсандо Обири, Кенија     | 8:35,35 | 18. фебруар |
| 3  | Гелете Бурка, Етиопија          | 8:36,59 | 18. фебруар |
| 4  | Mariem Alaoui Selsouli, Мароко  | 8:36,87 | 12. фебруар |
| 5  | Свитлана Шмит, Украјина         | 8:41,01 | 18. фебруар |
| 6  | Силвија Џебивот Кибет, Кенија   | 8:43,54 | 12. фебруар |
| 7  | Меселех Мелкаму, Етиопија       | 8:43,93 | 12. фебруар |
| 8  | Хелен Клитеро, Велика Британија | 8:45,59 | 28. јануар  |
| 9  | Gotytom Gebreslase, Етиопија    | 8:46,01 | 04. фебруар |
| 10 | Siham Hilali, Мароко            | 8:46,17 | 04. фебруар |

Такмичарке чија су имена подебљана учествовале су на СП 2012.

## Квалификациона норма
| дворана | отворено |
| 9:02,00 | 8:38,00  |

## Сатница
| Датум          | Време | Ниво          |
| -------------- | ----- | ------------- |
| 9. март 2012.  | 10:45 | Квалификације |
| 11. март 2012. | 15:50 | Финале        |

## Резултати

### Квалификације
У квалификацијама такмичарке су подељене у 2 групе. За пласман у полуфинале пласирале су се по 4 првопласирана из група (КВ) и 4 према постигнутом резултату (кв).,.
| Плас. | Група | Атлетичар             | Земља                     | Резултат | Белешка |
| ----- | ----- | --------------------- | ------------------------- | -------- | ------- |
| 1     | 2     | Гелете Бурка          | Етиопија                  | 9:01,32  | КВ      |
| 2     | 2     | Хелен Онсандо Обири   | Кенија                    | 9:01,36  | КВ      |
| 3     | 2     | Шитај Ешете           | Бахреин                   | 9:02,13  | КВ      |
| 4     | 2     | Хелен Клитеро         | Уједињено Краљевство      | 9:02,27  | кв      |
| 5     | 2     | Сара Хол              | САД                       | 9:02,49  | кв      |
| 6     | 2     | Alia Saeed Mohammed   | Уједињени Арапски Емирати | 9:02,56  | кв      |
| 7     | 2     | Лидија Хојецка        | Пољска                    | 9:02,93  | кв      |
| 8     | 2     | Кристина Халејева     | Русија                    | 9:07,13  |         |
| 9     | 2     | Лајес Абдулајева      | Азербејџан                | 9:08,41  | ЛРС     |
| 10    | 1     | Месерет Дефар         | Етиопија                  | 9:11,76  | КВ      |
| 11    | 1     | Силвија Џебивот Кибет | Кенија                    | 9:11,91  | КВ      |
| 12    | 1     | Свитлана Шмит         | Украјина                  | 9:12,39  | КВ      |
| 13    | 1     | Џеки Аресон           | САД                       | 9:12,62  | КВ, ЛРС |
| 14    | 1     | Betlhem Desalegn      | Уједињени Арапски Емирати | 9:12,63  |         |
| 15    | 1     | Теџиту Даба           | Бахреин                   | 9:15,96  |         |
| 16    | 1     | Силвија Вајсштајнер   | Италија                   | 9:16,59  |         |
| 17    | 1     | Дуду Каракаја         | Турска                    | 9:16,85  |         |
| 18    | 1     | Јулија Васиљева       | Русија                    | 9:17,60  |         |
| 19    | 1     | Claudette Mukasakindi | Руанда                    | 9:26,89  | НР      |
| 20    | 1     | Паула Гонзалес        | Шпанија                   | 9:31,09  |         |
| 3     | 2     | Наталија Тобијас      | Украјина                  | 9:01,76  | Диск.   |

### Финале
| Поз. | Атлетичар             | Земља                     | Резултат | Белешка |
| ---- | --------------------- | ------------------------- | -------- | ------- |
|      | Хелен Онсандо Обири   | Кенија                    | 8:37,16  |         |
|      | Месерет Дефар         | Етиопија                  | 8:38,26  |         |
|      | Гелете Бурка          | Етиопија                  | 8:40,18  |         |
| 4    | Силвија Џебивот Кибет | Кенија                    | 8:40,50  | ЛР      |
| 5    | Шитај Ешете           | Бахреин                   | 8:51,88  |         |
| 6    | Лидија Хојецка        | Пољска                    | 8:56,86  |         |
| 7    | Хелен Клитеро         | Уједињено Краљевство      | 8:59,04  |         |
| 8    | Сара Хол              | САД                       | 8:59,95  |         |
| 10   | Свитлана Шмит         | Украјина                  | 9:03,99  |         |
| 11   | Џеки Аресон           | САД                       | 9:12,50  | ЛРС     |
| 12   | Alia Saeed Mohammed   | Уједињени Арапски Емирати | 9:15,74  |         |
| 9    | Наталија Тобијас      | Украјина                  | 9:00,78  | Диск.   |

### Пролазна времена
| Дистанца | Такмичар      | Земља                | Време   |
| -------- | ------------- | -------------------- | ------- |
| 1.000 м  | Хелен Клитеро | Уједињено Краљевство | 3:01,60 |
| 2.000 м  | Месерет Дефар | Етиопија             | 5:56,31 |